# Butterschnitzen

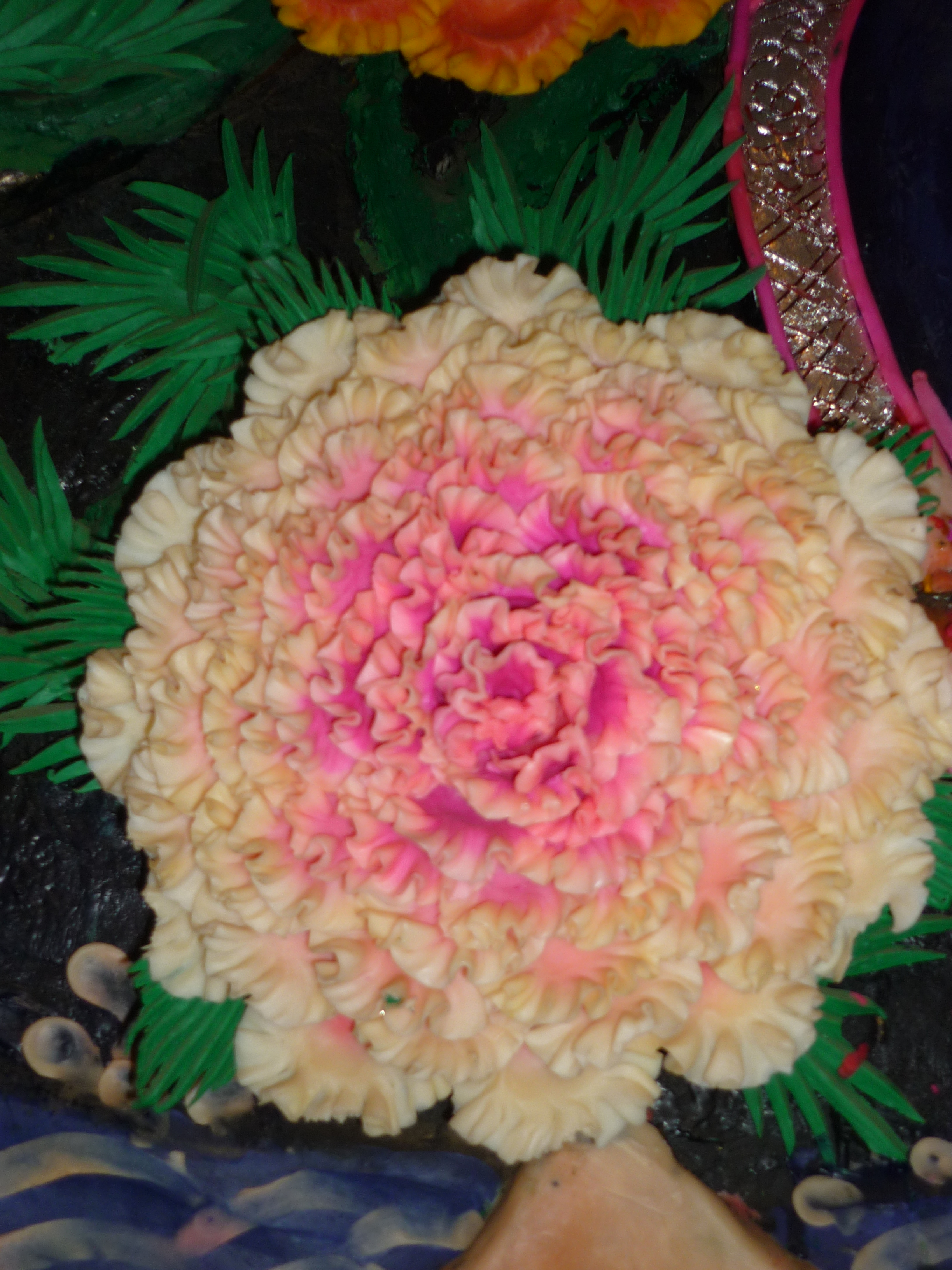
Butterschnitzen im Labrang-Kloster

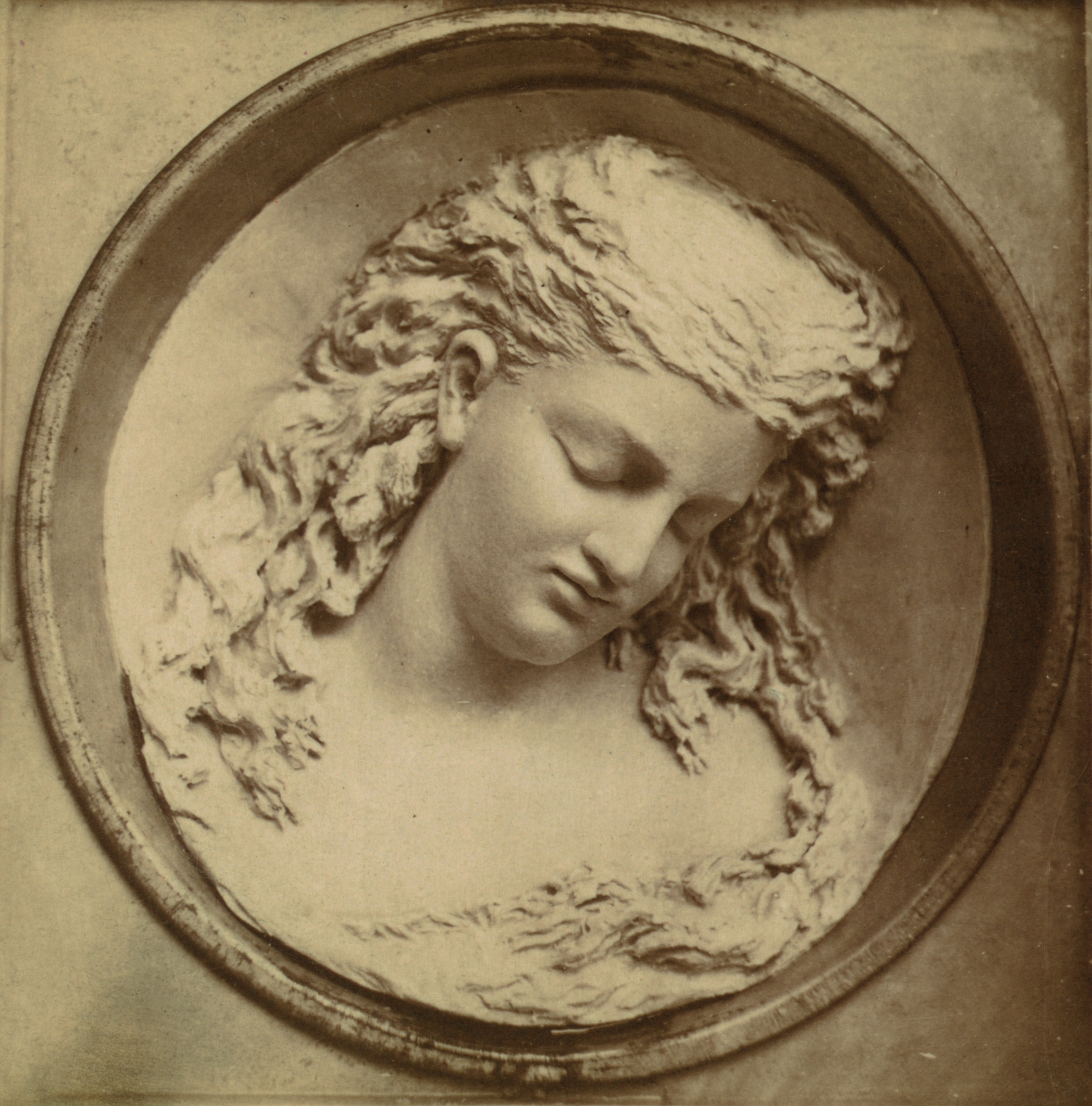
Dreaming Jolanthe von C. S. Brooks (1876)

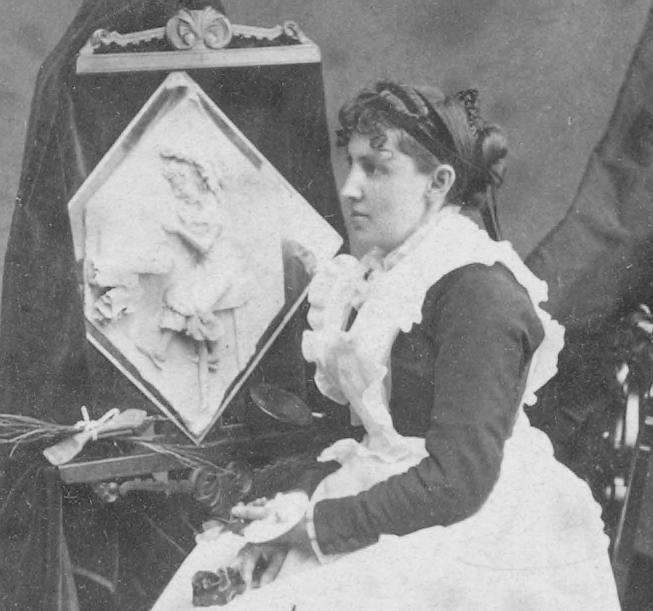
Caroline S. Brooks mit einem ihrer Werke bei einer Ausstellung in Boston (1877)

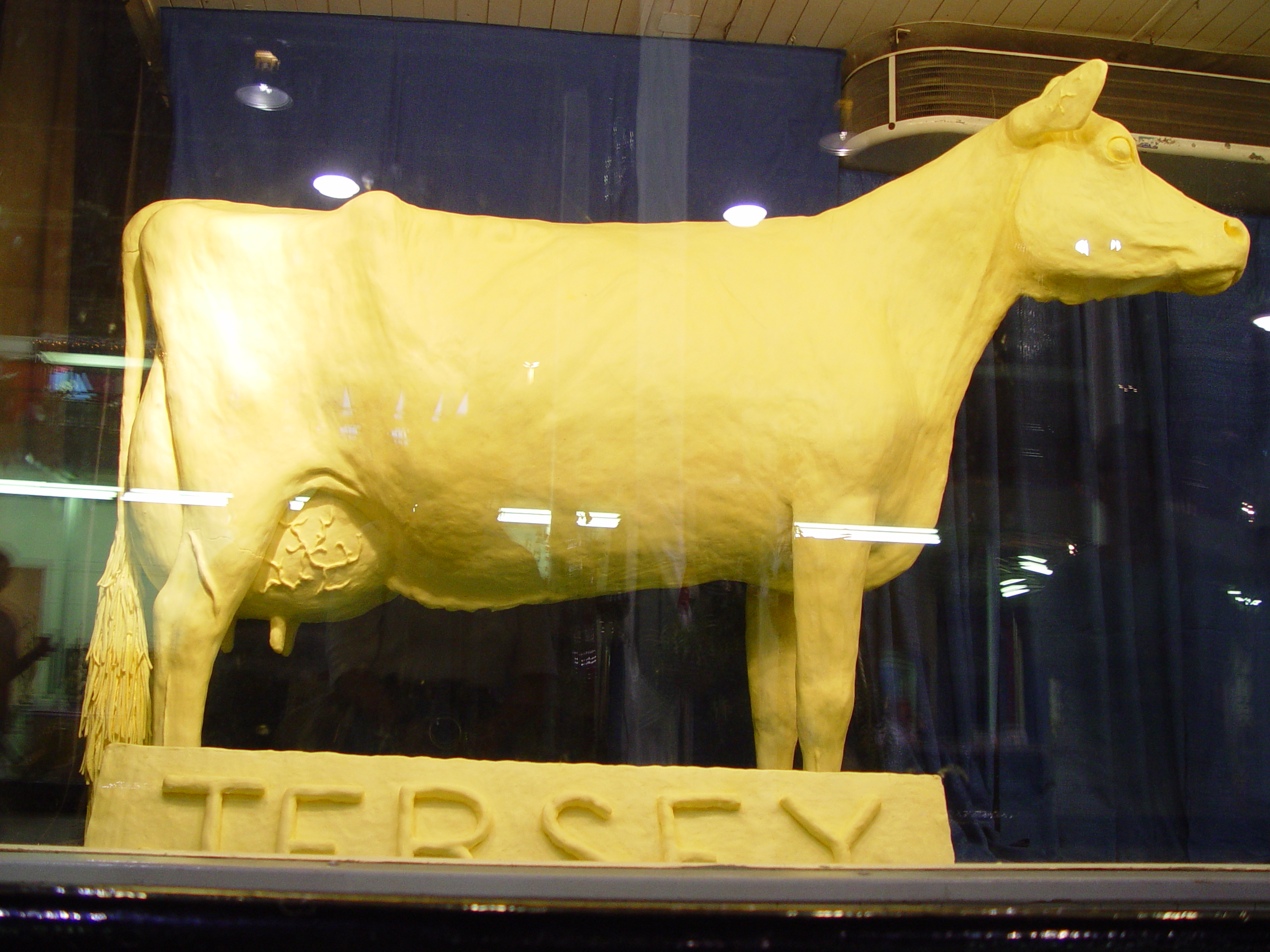
Butterkuh auf der Iowa State Fair (2002)

Das Butterschnitzen ist eine künstlerische Tätigkeit, bei der gekühlte Butter verwendet wird. Es entstehen entsprechende Butterskulpturen.

## Verbreitung
Butterschnitzen ist unter anderem in Tibet, in der Provinz Qinghai und in Indien unter Tibetern verbreitet, wo meistens mit Yakbutter gearbeitet wird.

## Kumbum-Kloster
Die Butterschnitzerei des Kumbum-Klosters bzw. Tar- oder Ta'ersi-Klosters  (chinesisch Ta'ersi suyouhua 塔尔寺酥油花) im Kreis Huangzhong 湟中县 der chinesischen Provinz Qinghai steht auf der Liste des immateriellen Kulturerbes der Volksrepublik China (347 VII—48).

## Im Westen
Die Butterschnitzerei fand auch im Westen Nachahmung, zumeist für dekorative Zwecke als Tischschmuck auf Esstischen.

## USA
In den USA gehören Butterskulpturen mit zu den wichtigsten Bestandteilen der state fairs, einer Art Landwirtschaftsausstellung mit Jahrmarkt, die es im August fast in jedem Bundesstaat gibt. Die Kunstwerke werden oft von örtlichen Molkereien gesponsert. Dargestellt werden die verschiedensten Motive von landwirtschaftlichen Szenen über Ereignisse aus der amerikanischen Geschichte bis hin zu bekannten Persönlichkeiten der Gegenwart.
Als Pionierin der amerikanischen Butterschnitzerei gilt Caroline Shawk Brooks, eine Bäuerin aus Arkansas. 1876 wurde auf der Centennial Exhibition in Philadelphia (einer Ausstellung zur Feier des 100-jährigen Jubiläums der Unabhängigkeitserklärung der Vereinigten Staaten) ein Flachrelief von Brooks mit dem Titel Träumende Jolanthe ausgestellt und wurde ein großer Publikumserfolg. Das kreisrunde Werk wurde während der Ausstellung über einem Eimer mit Eis kühl gehalten, das regelmäßig erneuert werden musste. Bei der Weltausstellung Paris 1878 zeigte sie eine lebensgroße Version des gleichen Motivs.
Ein weiterer bekannter Butterkünstler war John K. Daniels.
Auf dem Iowa State Fair wird die traditionelle Butterkuh (englisch Butter Cow) seit 1911 jedes Jahr von einem eigens dafür ausgebildeten traditionellen Bildhauer (engl. butter sculptor; derzeit der vierte seit 1911) neu geschaffen.

## Filmische Rezeption
Der 2011 erschienene Spielfilm Alles in Butter handelt von einem Wettbewerb im Butterschnitzen.

## Haltbarkeit
Butterskulpturen sind dauerhafter als Eisskulpturen, aber auch sie sind zumindest während der warmen Jahreszeit auf ständige Kühlung angewiesen. Im frühen 20. Jahrhundert blieben die Butterskulpturen über die Dauer einer Ausstellung erhalten, das waren längstens sechs bis acht Monate. Anschließend wurde die Butter für neue Skulpturen eingelagert und jahrelang wieder verwendet. In anderen Fällen wurde sie an Vieh verfüttert, in die Seifenherstellung gegeben oder sogar gereinigt, pasteurisiert und als Lebensmittel verkauft.